# Vytautas Sinica

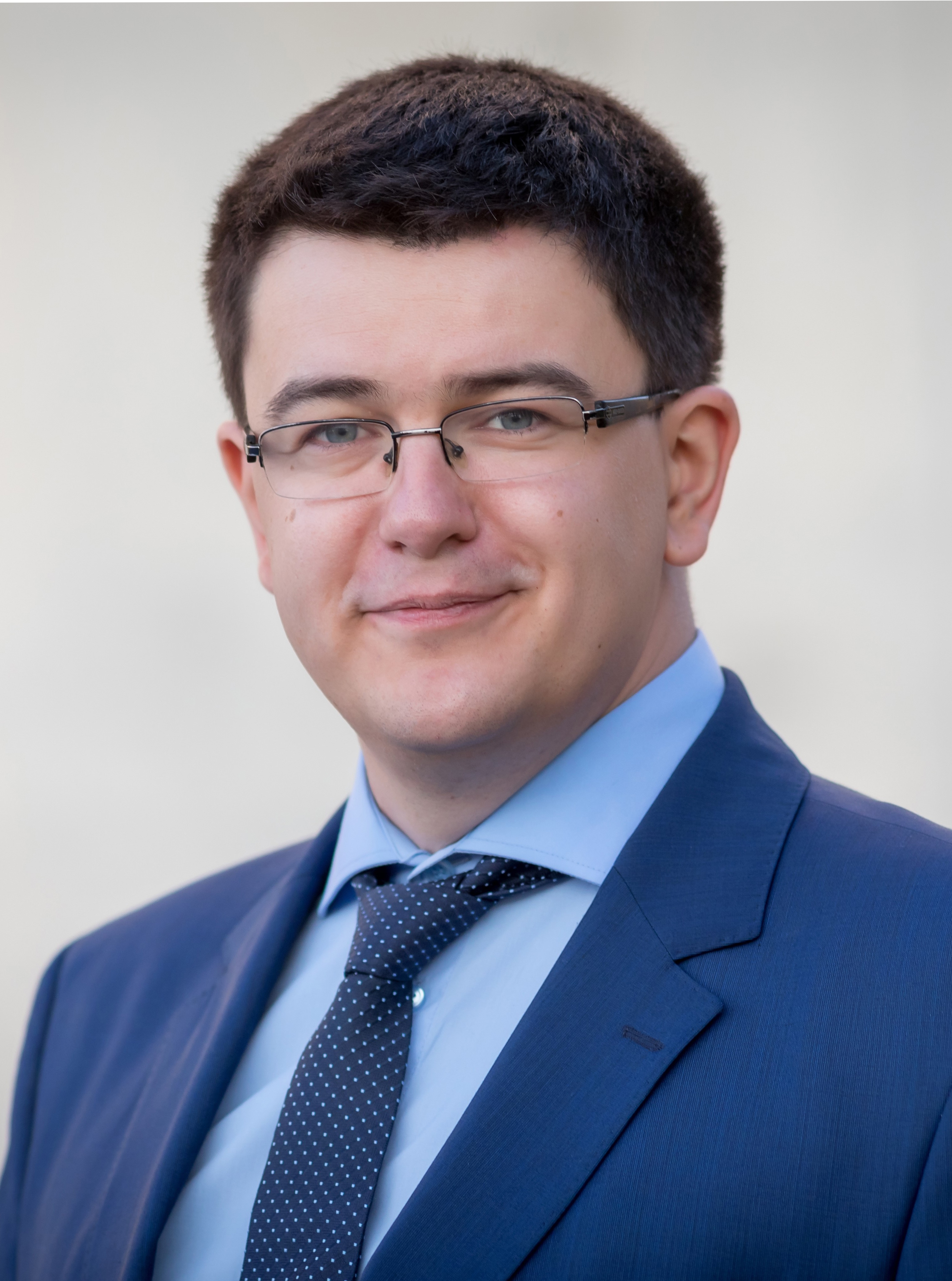
Vytautas Sinica, 2022

Vytautas Sinica (* 4. Februar 1990 in Vilnius) ist ein litauischer nationalkonservativer Politiker, stellvertretender Parteivorsitzender  und seit November 2024 Mitglied des Seimas.

## Leben
Nach dem Abitur 2009 an der Mittelschule absolvierte Vytautas Sinica von 2009 bis 2013 ein Bachelorstudium der Politikwissenschaft und von 2013 bis 2015 ein Masterstudium Vergleichende Politik und promovierte 2022 in Philosophie zum Thema Die philosophischen Grundlagen des modernen europäischen Einigungsprojekts (Betreuer Professor Vytautas Radžvilas, sein Parteigenosse) an der Universität Vilnius in der litauischen Hauptstadt Vilnius.
2012 arbeitete Sinica als Analytiker am Zentrum für Osteuropa-Studien. Von 2014 bis 2016 war er Gehilfe im Europaparlament, von 2013 bis 2020 in der Seimas-Kanzlei, bis 2016 Assistent von Agnė Bilotaitė und von 2016 bis 2020 von Eugenijus Jovaiša (* 1950). Von 2018 bis 2020 lehrte er an der Vytauto Didžiojo universitetas.
Ab 2020 war er Leiter der patriotischen Organisation Pro Patria.
Seit 2020 ist Sinica Mitglied von Nacionalinis susivienijimas.
Von 2023 bis 2024 war er Mitglied im Rat der Stadtgemeinde Vilnius.
In der Parlamentswahl in Litauen 2024 wurde er in den 14. Seimas gewählt. Er war Listenführer seiner Partei.
Er ist verheiratet.